# Wolfs (Film)
Wolfs ist ein Thriller von Jon Watts. In dem Film spielen George Clooney und Brad Pitt in den Hauptrollen zwei New Yorker „Cleaner“, die für Verbrecher deren Spuren verwischen. Für einen Auftrag werden die beiden normalerweise allein arbeitenden, einsamen „Wölfe“ jedoch doppelt gebucht und müssen nun widerwillig zusammenarbeiten. Wolfs feierte Anfang September 2024 bei den Internationalen Filmfestspielen von Venedig seine Premiere und startete im selben Monat in die US-amerikanischen und kanadischen Kinos. Am 27. September 2024 wurde der Film in das Programm von Apple TV+ aufgenommen.

## Handlung
Die „Ausputzer“ (englisch fixer) Jack und Nick, zwei Einzelgänger, werden normalerweise beauftragt, für andere Menschen Probleme möglichst unauffällig zu lösen. Beide werden unabhängig voneinander für den gleichen Auftrag engagiert, weshalb sie widerwillig zusammenarbeiten müssen.

## Produktion

### Filmstab und Besetzung
Regie führte Jon Watts, der auch das Drehbuch schrieb. Als Regisseur ist Watts insbesondere für Spider-Man: Homecoming und die Fortsetzungen Spider-Man: Far From Home und Spider-Man: No Way Home bekannt.
George Clooney und Brad Pitt spielen in den Titelrollen die „Problemlöser“ Jack und Nick. Beide standen bereits für den Heist-Film Ocean’s Eleven, die beiden Fortsetzungen Ocean’s 12 und Ocean’s 13 sowie die Kriminalkomödie Burn After Reading – Wer verbrennt sich hier die Finger? der Coen-Brüder aus dem Jahr 2008 zusammen vor der Kamera. Gemeinsam mit Dede Gardner, Grant Heslov, Jeremy Kleiner, Dianne McGunigle und dem Regisseur treten Clooney und Pitt auch als Produzenten des Films in Erscheinung. Zlatko Burić spielt den kroatischen Gangsterboss Dimitri und Amy Ryan die New Yorker Staatsanwältin Margaret Kretzer. In weiteren Rollen sind Austin Abrams und Poorna Jagannathan zu sehen. Frances McDormand leiht Pamela Dowd-Henry ihre Stimme, die Nick per Telefon für den Fall anheuert.

### Szenenbild und Dreharbeiten
Das Szenenbild entwarf die Kanadierin Jade Healy, die in der Vergangenheit für Regisseure wie David Lowery, Ti West, Giorgos Lanthimos, Noah Baumbach und Marielle Heller tätig war und für ihre Arbeit mehrere Nominierungen der Art Directors Guild erhielt.
Die Dreharbeiten wurden Anfang Januar 2023 in New York City begonnen. Aufnahmen entstanden unter anderem in Harlem und in Chinatown. Im Zuge der Streiks der Gewerkschaften WGA und SAG-AFTRA mussten die Dreharbeiten im Juli 2023 unterbrochen werden und wurden im Herbst 2023 beendet. Als Kameramann fungierte Larkin Seiple, der zuletzt für Filme wie Luce von Julius Onah, To Leslie von Michael Morris und Everything Everywhere All at Once von Daniel Kwan und Daniel Scheinert tätig war.

### Filmmusik, Marketing und Veröffentlichung
Die Filmmusik komponierte Theodore Shapiro. Das Soundtrack-Album mit insgesamt 19 Musikstücken wurde am 20. September 2024 von Platoon als Download veröffentlicht.
Der erste Trailer wurde Ende Mai 2024 vorgestellt. Der Film feierte am 1. September 2024 bei den Internationalen Filmfestspielen von Venedig seine Premiere. Eine Woche bevor der Film am 27. September 2024 auf Apple TV+ erschien, wurde er in den USA und Kanada in die Kinos gebracht, ein deutscher Kinostart erfolgte nicht.

### Synchronisation
Die deutsche Synchronisation entstand nach einem Dialogbuch von Alexander Löwe und der Dialogregie von Timmo Niesner im Auftrag der FFS Film- & Fernseh-Synchron GmbH in Berlin.
| Darsteller         | Synchronsprecher      | Rolle              |
| ------------------ | --------------------- | ------------------ |
| George Clooney     | Martin Umbach         | Jack               |
| Brad Pitt          | Tobias Meister        | Nick               |
| Amy Ryan           | Sabine Falkenberg     | Margaret Kretzer   |
| Austin Abrams      | Patrick Baehr         | Kid                |
| Poorna Jagannathan | Natascha Geisler      | June               |
| Zlatko Burić       | Waléra Kanischtscheff | Dimitri            |
| Vladimir Sizov     | Marc Skanderberg      | Dimitris Bodyguard |
| Richard Kind       | Michael Pan           | Kids Vater         |

## Rezeption

### Kritiken
Von den bei Rotten Tomatoes aufgeführten Kritiken sind rund zwei Drittel positiv. Bei Metacritic erhielt der Film einen Metascore von 61 von 100 möglichen Punkten.
Damon Wise schreibt in seiner Kritik für deadline.com, zu Beginn habe Wolfs eine fast Hitchcock-artige Atmosphäre und erinnere ein wenig an  Cocktail für eine Leiche. Er beschreibt den Film als eine unterhaltsame Actionkomödie, die vor allem Zuschauer über 40 ansprechen werde. Die Dialoge wirkten dabei manchmal eher selbstgefällig als witzig und seien oft ermüdend.

### Auszeichnungen
Saturn Awards 2025
- Nominierung als Bester Thriller

Set Decorators Society of America Awards 2025
- Nominierung in der Kategorie Décor/Design of a Comedy or Musical Feature Film (Melissa Levander und Jade Healy)[20]

## Fortsetzung
Im Dezember 2023 erklärte Clooney in einem Interview mit deadline.com, dass er und Pitt mit Regisseur Watts über eine mögliche Fortsetzung des Films gesprochen haben. Im November 2024 gab Watts bekannt, dass eine Fortsetzung wegen seiner Bedenken Apple gegenüber unwahrscheinlich geworden ist.